# Parafia Niepokalanego Poczęcia Najświętszej Maryi Panny w Starej Kornicy
Parafia Niepokalanego Poczęcia Najświętszej Maryi Panny w Starej Kornicy – parafia rzymskokatolicka w Starej Kornicy.

## Historia
Parafia została erygowana w 1909 przez biskupa Franciszka Jaczewskiego z części parafii św. Wojciecha w Górkach. Parafia obejmuje miejscowości: Dubicze, Kornicę-Kolonię, Starą Kornicę, Nową Kornicę, Koszelówkę, Rudkę, Walim, Wólkę Nosowską i Wyrzyki.
Obecny kościół parafialny murowany, w stylu neogotyckim, został wybudowany w 1907–1908. W Koszelówce jest kaplica dojazdowa.